# TSV Sachsenhausen 1857
| größte Erfolge | größte Erfolge |
| --- | -------------- |
| - Hockey - Deutscher Feldhockey-Meister 1939 (TV Sachsenhausen 1857) 1943 (TV Sachsenhausen 1857) - Volleyball - Hessenmeister Mixed 2009 im Breiten- und Freizeitsport |                |

Die Turn- und Sportvereinigung Sachsenhausen 1857 ist ein altrechtlicher Verein aus dem Frankfurter Stadtteil Sachsenhausen und geht aus der Fusion des Turnvereins Sachsenhausen 1857 und der Turngesellschaft Sachsenhausen 1873 im Jahr 1946 hervor. Beide Vereine gehören zu den sechs Gründern des Turngau Frankfurt am 2. Juni 1875.
Bekanntheit erlangte der ehemalige Turnverein Sachsenhausen 1857 durch den Sieg der Deutschen Meisterschaft im Feldhockey der Herren in den Jahren 1939 und 1943. Nach dem Zweiten Weltkrieg spielte von 1946 bis 1951 das Frankfurter Schauspielhaus in der heutigen Vereinshalle an der Walter-Kolb-Straße.

## Geschichte
Der Turnverein Sachsenhausen (TVS) wurde 1857 offiziell gegründet, nachdem er bereits ein Jahr lang inoffiziell bestand. Die Gründung der Turngesellschaft Sachsenhausen (TGS) erfolgte am 23. Juni 1873. Beide Vereine pflegten freundschaftliche Beziehungen und veranstalteten gemeinsam ein alljährliches Waldfest. Als am 2. Juni 1875 der Gau Frankfurt a. M. (heute Turngau Frankfurt) entstand, waren beide Vereine Gründungsmitglieder und stellten darüber hinaus auch Vertreter für den neuen Vorstand.
Die Entwicklung beider Vereine verlief gut und sie beschlossen, für den Bau von Turnhallen Grundstücke zu erwerben. Jedoch fehlte ihnen dafür die Rechtsfähigkeit. Kaiser Wilhelm II. verlieh durch „allerhöchste Cabinetsrechte“ in den Jahren 1892 und 1893 den Vereinen TVS und TGS die Rechte einer juristischen Person. Der Begriff eingetragener Verein (e. V.) wurde erst durch das Bürgerliche Gesetzbuch ab 1. Januar 1900 eingeführt.
Neuerliche Wettkampfarten bewegten die TVS 1857 zur Jahrhundertwende einen Sportplatz für Leichtathletik am Letzten Hasenpfad zu pachten. Die Vereinshalle der TGS 1873 in der Veitstraße (heute Walter-Kolb-Straße) wurde am 11. September 1892 eingeweiht, die Turnhalle der TVS 1857 in der Offenbacher Landstraße am 26. Juli 1896. Beide dienten während des Ersten Weltkrieges als Lazarette. Im Jahr 1924 ermöglichte Arthur von Weinberg der TGS 1873 den Bau eines eigenen Sportplatzes an der Mörfelder Landstraße.

### Schauspielhaus in der Turnhalle
Die Turnhalle in der Offenbacher Landstraße, zwischenzeitlich ein Krankenhaus, wurde im Zweiten Weltkrieg bei den Luftangriffen auf Frankfurt am Main zerstört, ebenso Opernhaus und Schauspielhaus. Als einziger Raum der Theaterspielen zu dieser Zeit zuließ, bot sich die Vereinshalle in der heutigen Walter-Kolb-Straße an.
Sie wurde vom 15. Juni 1946 bis zum 30. Dezember 1951 als Spielstätte des Frankfurter Schauspielhauses genutzt, woran die Gedenktafel im Eingangsbereich der Vereinshalle erinnert. Die Turner wichen während dieser Zeit in die kleine Turnhalle der Freiherr-vom-Stein-Schule aus.

### Zusammenschluss und Gegenwart
Am 6. Juli 1946 vereinigten sich Turnverein Sachsenhausen 1857 und Turngesellschaft Sachsenhausen 1873 zur Turn- und Sportvereinigung Sachsenhausen 1857 jur. Person. Sie ist ein altrechtlicher Verein mit dem Status juristische Person und ist nicht in das Vereinsregister eingetragen.
Zum 100-jährigen Bestehen 1957 erfolgte die Errichtung des Sportplatzes an der Darmstädter/Babenhäuser Landstraße durch die Stadt Frankfurt, auf dem die Hockeyspieler auch heute ihre Feldspiele austragen. Die Theaterbühne in der Vereinshalle wurde erst im Jahr 1968 entfernt, das Gebäude in den folgenden Jahren nach und nach restauriert.
Im Jahr 1986 zählte der Verein 1039 Mitglieder, den Höchststand erreichte er im Jahr 1993 mit 1231 Mitgliedern. Durch umfangreiche Sanierungsarbeiten der Vereinshalle in den folgenden Jahren wurde die Nutzung beeinträchtigt und viele Mitglieder traten aus dem Verein aus. Nach der Fertigstellung stieg die Mitgliederzahl von Jahr zu Jahr wieder langsam an. Ein neuer Höchststand mit 1236 Mitgliedern ergab sich Ende 2004.
Mit einem Festakt feierte die TSV Sachsenhausen im Jahr 2007 ihr 150. Jubiläum, die Abteilung Hockey im Jahr 2009 das 90-jährige Bestehen.
Im Zuge des wachsenden Bedarfs an ganzjährigen Übungsräumen wurden Umbaumaßnahmen an der Vereinshalle und im Vorderhaus vorgenommen und im Jahr 2018 abgeschlossen. Es entstanden Bürofläche, Umkleiden, Duschen und zwei weitere Übungsräume, die ein gleichzeitiges Training für kleinere Gruppen ermöglicht.
Zum April 2018 zählte der Verein mit den Abteilungen Turnen, Hockey, Tischtennis und Volleyball 1800 Mitglieder.

## Bekannte Sportlerinnen und Sportler
- Doris Bethe, Turnfestsiegerin im Deutschen Achtkampf 1953 in Hamburg
- Eberhard Auf der Heide,[5] 1942 (1 Länderspiel)
- Hermann Auf der Heide, Hockeynationalspieler 1936–1942 (5 Länderspiele), Olympia 1936
- Christian Büchting, Hockeynationalspieler 1960–1961 (5 Länderspiele), Olympia 1960
- Erich Cuntz, Hockeynationalspieler 1935–1939 (11 Länderspiele), Olympia 1936
- Karl Dröse, Hockeynationalspieler 1936–1942 (13 Länderspiele), Olympia 1936
- Clemens Griesinger, Hockeynationalspieler 1937–1938 (7 Länderspiele)

## Angebote
Die TSV Sachsenhausen 1857 bietet Sport in den Bereichen Capoeira, Fitness, Turnen, Hockey, Indiaca, Kinderturnen, Tischtennis, Trampolin und Volleyball. Frühere Angebote waren Gesang, Handball, Jazztanz und Stepptanz.